# 玻瑞阿斯

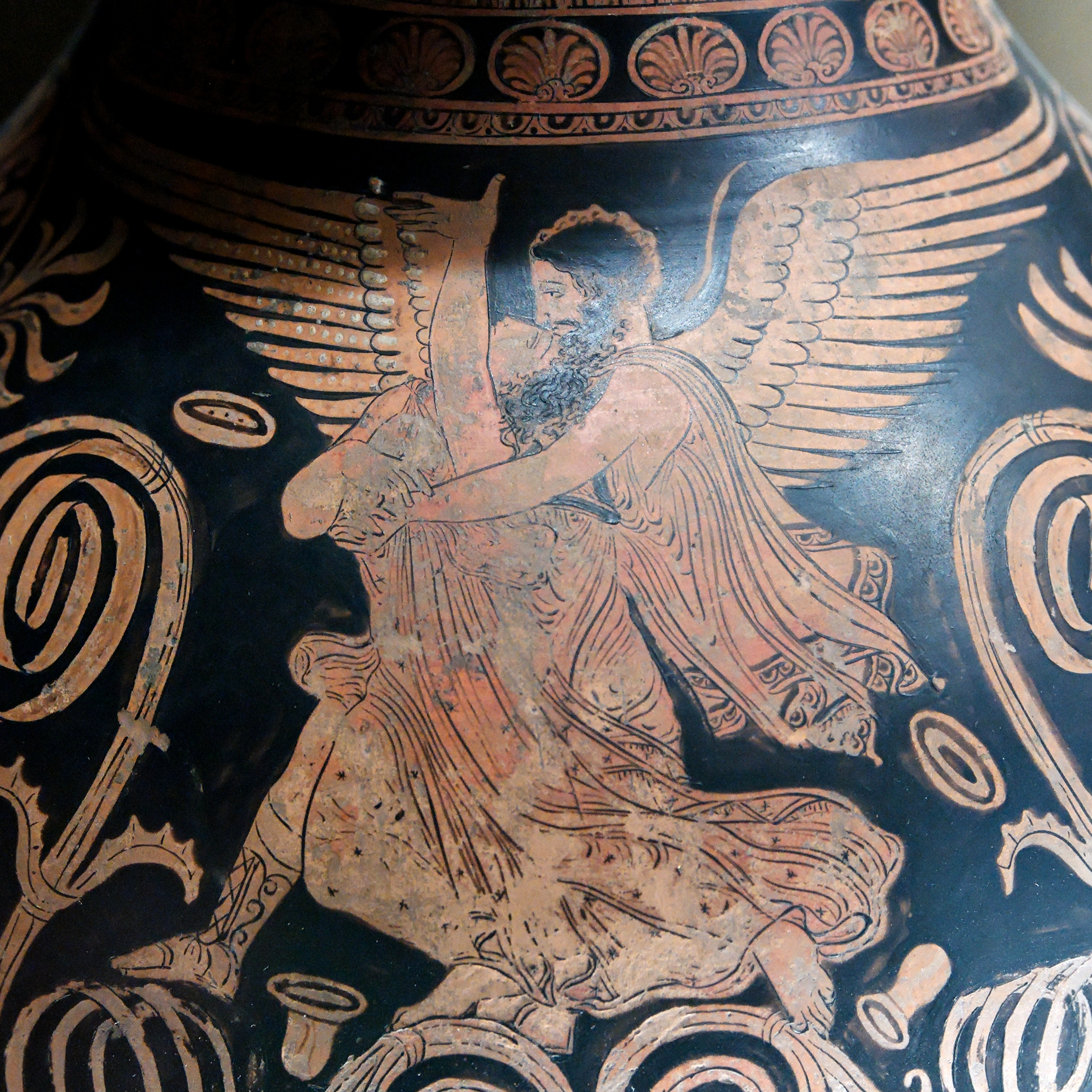
玻瑞阿斯形象，卢浮宫藏陶器

波雷阿斯是希腊神话中的北风之神。与其他三位风神（東風之神－艾乌洛斯、西風之神－仄費羅斯和南風之神－诺托斯）一样，都是提坦阿斯特赖俄斯和黎明女神厄俄丝之子。

## 资料来源
- 《世界神话辞典》，辽宁人民出版社，ISBN 7-205-00960-X